# 太田清和

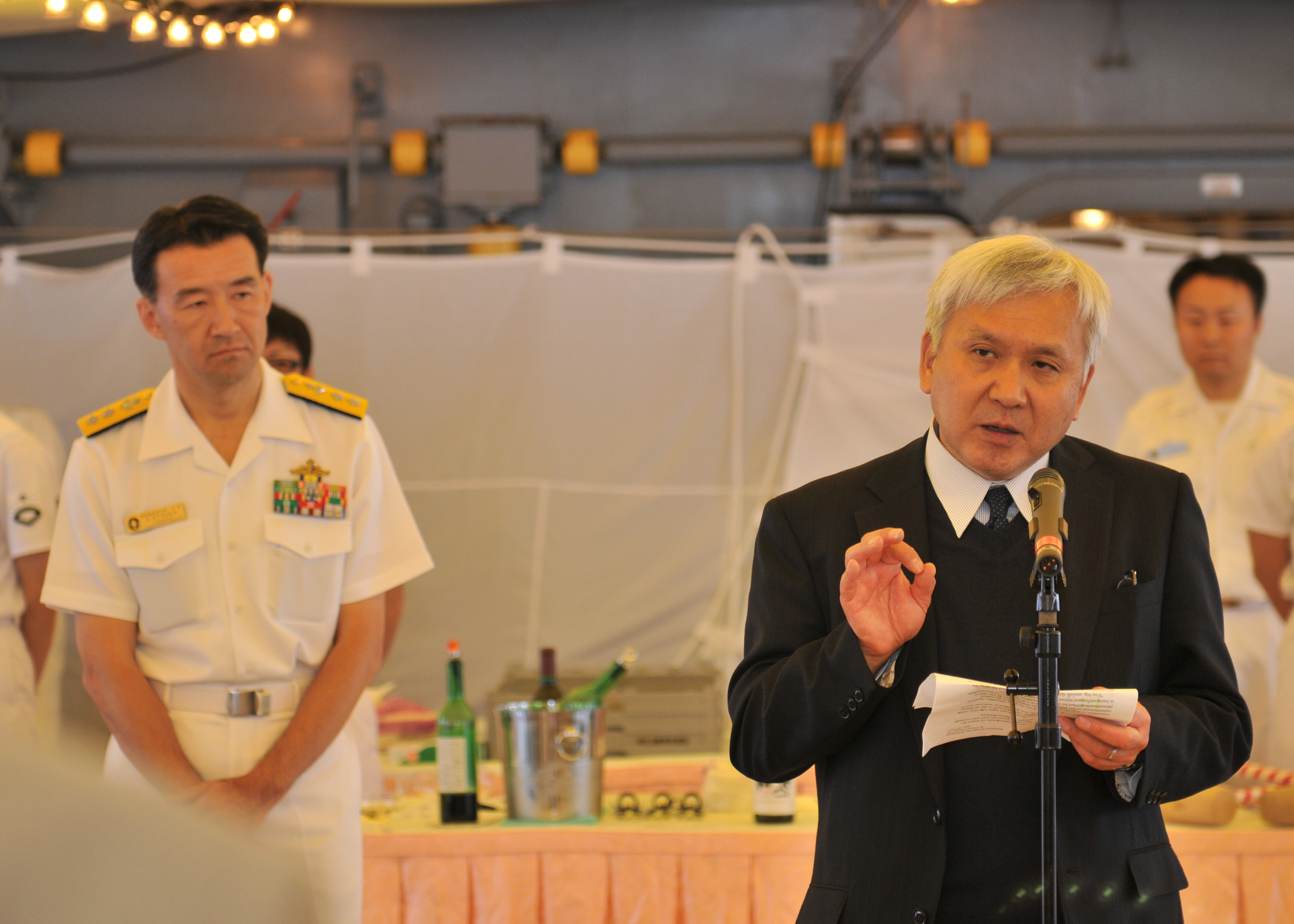
2011年6月16日、大塚海夫海将補（左。最終階級は海将）が主催した日米軍事関係者の集うレセプションで、日米関係についてスピーチする在シアトル総領事時代の太田清和（右の手前）。

太田 清和（おおた きよかず、1953年（昭和28年） - ）は、日本の外交官。中小企業基盤整備機構業務統括役を経て、駐ルワンダ兼ブルンジ特命全権大使。

## 経歴・人物
静岡県浜松市出身。東京大学教養学部在学中に外務公務員採用上級試験に合格する。1977年（昭和52年）東大を卒業し、外務省に入省した。
入省後、イギリス、オックスフォード大学で語学研修。その後、在オランダ大使館、在ザンビア大使館、在オーストリア大使館で勤務する。その後、中東アフリカ局アフリカ第二課長、在オーストラリア公使、在バングラデシュ公使、ウィーン日本政府代表部公使を歴任する。日本原子力研究開発機構・核不拡散センター次長として出向。在オランダ公使を経て、2010年（平成22年）からシアトル総領事。2013年7月31日外務省大臣官房付、8月1日から中小企業基盤整備機構業務統括役に出向。2015年（平成27年）7月15日から駐ルワンダ特命全権大使。2015年（平成27年）10月20日から駐ブルンジ特命全権大使兼務。2016年7月、神戸情報大学院大学顧問。

## 入省同期
- 秋元義孝（12年駐オーストラリア大使・10年儀典長）
- 佐野利男（13年軍縮会議代表部大使・10年駐デンマーク大使・08年軍縮不拡散・科学部長）
- 鈴木敏郎（13年駐エジプト大使・12年中東・北アフリカ諸国情勢担当大使・10年駐シリア大使・08年中東アフリカ局長）
- 梅本和義（13年国連次席大使・11年駐スイス大使・08年北米局長）
- 長崎輝章（13年駐バチカン大使・10年駐グアテマラ大使）
- 佐藤悟（11年駐スペイン大使・10年外務報道官・08年中南米局長）
- 小寺次郎（12年駐サウジアラビア大使・10年欧州局長・08年国際情報統括官）
- 八木毅（12年駐印大使兼ブータン大使・10年経済局長）
- 長嶺安政（13年外務審議官（経済）・12年駐オランダ大使・10年国際法局長）
- 深田博史（13年駐ベトナム大使・10年駐セネガル大使・08年領事局長）
- 川田司（11年駐アルジェリア大使・10年領事局長）
- 角茂樹（11年駐バーレーン大使・08年国連大使）
- 井上進（11年駐コートジボワール大使）
- 小池政行（日本赤十字看護大学教授）
- 佐渡島志郎（11年駐バングラデシュ大使・10年国際協力局長）
- 花田吉隆（11年駐東ティモール大使）
- 杉山晋輔（13年外務審議官（政務）・11年アジア大洋州局長・08年地球規模課題審議官）
- 高原寿一（12年駐チュニジア大使）
- 手塚義雅（12年駐トリニダード・トバゴ大使）